# سوسنووی بور (شهرستان بلبیفسکی، باشقیرستان)
سوسنووی بور (به لاتین: Sosnovy Bor) یک منطقهٔ مسکونی در روسیه است که در باشقیرستان واقع شده‌است.